# نکمبکان (کنارک)
۲۵°۳۴′۳۹″ شمالی ۶۰°۲۱′۲۷″ شرقی / ۲۵٫۵۷۷۵۰°شمالی ۶۰٫۳۵۷۵۰°شرقی
نکمبکان، روستایی از توابع بخش مرکزی شهرستان کنارک در استان سیستان و بلوچستان ایران است.

## جمعیت
این روستا در دهستان بانسنت قرار دارد و براساس سرشماری عمومی نفوس و مسکن در سال ۱۳۹۵، جمعیت آن برابر با ۴۲۹ نفر (۱۰۷ خانوار) بوده‌است.